# Барисавски рејон
Барисавски рејон (блр. Барысаўскі раён; рус. Бори́совский райо́н) је административна јединица другог нивоа у северозападном делу Минске области у Републици Белорусији. Административни центар рејона је град Барисав.

## Географија
Барисавски рејон обухвата територију површине 2.987,63 км² и површином је највећа административна целина у Минској области.
Граничи се са Смаљавичким и Лагојским рејоном на западу, Червењским и Беразинским рејонима на југу и југоистоку, Крупкијским рејоном на истоку и са Витебском области на северу.
Највећи део рејона смештен је између Средњоберезинске и Горњоберезинске низије са просечним надморским висинама између 180 и 220 метара које постепено расту идући ка западу ка Минском побрђу (на максималним 285,3 м).
Најважнији водоток је река Березина.
Клима је умереноконтинентална са просечним јануарским температурама од -6,9 °C, односно јулским 18,2 °C. Просечна годишња сума падавина износи 647 мм, а вегетациони период траје до 187 дана.
Ђуме прекривају нешто више од половине територије рејона, док је око 13% територије под мочварама.
На граници према Витебској области налази се заштићено подручје Беразински резерват биосфере површине 76,2 ha, основан 1925. године.

## Историја
Рејон је основан 17. јула 1924. године.

## Демографија
Према резултатима пописа из 2009. на подручју Барисавског рејона стално је било насељено 188.142 становника или у просеку 62,98 ст./км². Највећи део популације живи у граду Барисаву.
Основу популације чине Белоруси (84,79%), Руси (11,12%) и Украјинци (1,76%).

## Насеља
На подручју рејона постоје укупно 303 насељена места. Административни центар и највећи град у рејону је Барисав. У административном смислу рејон је подељен на 17 сеоских општина.

## Саобраћај
Најважније саобраћајнице које пролазе кроз ансеље су железничка и друмска магистрала Москва—Минск—Брест.